# Evania albofacialis
Evania albofacialis är en stekelart som beskrevs av Cameron 1887. Evania albofacialis ingår i släktet Evania och familjen hungersteklar. Inga underarter finns listade i Catalogue of Life.